# Brandon Fusco
Brandon Fusco (Dayton, 26 giugno 1988) è un giocatore di football americano statunitense che gioca nel ruolo di guardia per gli Atlanta Falcons della National Football League (NFL). Scelto dai Minnesota Vikings nel corso del sesto giro (172º assoluto) del Draft NFL 2011, al college ha giocato a football per la Slippery Rock University of Pennsylvania.

## Carriera universitaria
Fusco entrò a far parte della Slippery Rock University of Pennsylvania nel 2006, anno che trascorse come offensive tackle redshirt: poteva allenarsi senza disputare match ufficiali. L'anno successivo, fu convertito nel suo attuale ruolo di guardia e prese parte ad 11 incontri. Nel 2008, suo anno da sophomore prese di nuovo parte ad 11 incontri e fu inserito nell'All-Pennsylvania State Athletic Conference-Western first-team e nel Don Hansen's Football Gazette All-Super Region One third-team. Nel 2009 per il terzo anno consecutivo disputa tutti e 11 gli incontri in programma e viene nominato dai compagni di squadra come uno dei capitani. Viene eletto inoltre MVP della offensive line della Slippery Rock e viene inserito Don Hansen's Football Gazette All-Super Region One second-team e per il secondo anno consecutivo nell'All-Pennsylvania State Athletic Conference-Western first-team. Il 2010, suo ultimo anno universitario, prende nuovamente parte a tutti ed 11 gli incontri, vince il Gene Upshaw Award, premio riservato al miglior lineman (sia offensive che defensive) della Division II della NCAA, viene per il terzo anno consecutivo inserito nell'All-Pennsylvania State Athletic Conference-Western first-team e diviene il primo atleta della Slippery Rock a prender parte al Senior Bowl (nonostante avesse ricevuto l'invito per altri tre all-star game), all-star game universitario cui prendono parte i migliori prospetti eleggibili nel Draft NFL.

## Carriera professionistica

### Minnesota Vikings
Nonostante avesse diversi aspetti positivi a suo favore, quali fisico già pronto per l'NFL, intelligenza tattica e buona copertura, aveva il non trascurabile fatto di giocare in Division II di NCAA, aspetto che lo penalizzava poiché non garantiva una sua competitività ad alti livelli. Ciononostante fu considerato uno dei migliori prospetti del Draft NFL 2011 tra gli offensive lineman e alla fine fu scelto dai Vikings nel sesto giro del Draft come 172º assoluto.
Con i Vikings giocò nella sua prima stagione tre partite, mentre nel 2012 prende parte come titolare a tutti e 16 gli incontri della stagione regolare, aiutando Adrian Peterson a cercare di infrangere il record di 2105 yard corse da Eric Dickerson, obiettivo mancato di pochissimo in quanto il running back si fermerà a quota 2097 secondo miglior risultato di tutti i tempi e migliore di franchigia.
Il 10 febbraio 2017 fu svincolato dai Vikings.

### San Francisco 49ers
Il 2 maggio 2017, Fusco firmò con i San Francisco 49ers. Nell'unica stagione in California disputò tutte le 16 partite come titolare.

### Atlanta Falcons
Il 14 marzo 2018, Fusco firmò un contratto triennale con gli Atlanta Falcons.